# Castanilla quinquemaculata
Castanilla quinquemaculata is een nomen dubium voor een spin die in Libië werd gevonden maar waarvan onduidelijk is of het wel een aparte soort is. Vermoedelijk gaat het om een soort uit de familie van de bodemjachtspinnen (Gnaphosidae).
Castanilla quinquemaculata is de typesoort van het geslacht Castanilla, nu beschouwd als een synoniem van Micaria. De naam werd in 1936 gepubliceerd door Lodovico di Caporiacco. Haddad & Bosmans plaatsten de soort in 2013 als nomen dubium in het geslacht Micaria. Het holotype (en tot nu enig bekende exemplaar) is een onvolwassen vrouwtje, waarvan niet duidelijk is of het een aparte soort betreft, of dat het een nog onbekend stadium is van Micaria fausta Karsch, 1881, eveneens een nomen dubium.